# Michel Pialoux
Pour les articles homonymes, voir Pialoux.
Michel Pialoux est un sociologue français, né le 10 avril 1939.

## Biographie
Michel Pialoux est né le 10 avril 1939. Professeur et maître de conférence à l'École des hautes études en sciences sociales, il a été chercheur au Centre de sociologie européenne du CNRS et chercheur associé au Laboratoire de sciences sociales de l'École normale supérieure.
Il est surtout connu pour ses travaux sur la classe ouvrière et ses enquêtes dans les usines Peugeot à Sochaux. Ces dernières donnent lieu en 1984 et 1985 à une « Chronique Peugeot » qui prend la forme de quatre articles publiés dans les Actes de la recherche en sciences sociales,. En 2011, ces chroniques sont republiées dans un ouvrage paru aux éditions Agones : Résister à la chaîne. En 2019, le sociologue Paul Pasquali a repris une partie des travaux de Michel Pialoux, parfois inédits, dans un vaste volume intitulé Le Temps d'écouter.